# 2011年8月英國

## 8月31日
- 倫敦一名年僅11歲的男童被控在月初英格蘭騷亂期間，於商店搶掠一個價值50英鎊的垃圾箱，被法庭判處為期18個月的《社會自新令》，成為騷亂發生以來，被法庭處罰的最年輕犯事者。這名男童在騷亂發生前五日，已在另一宗刑事毀壞案當中，被控用刀劃破巴士座位而遭同一法庭判處《轉介令》。不過，有關注兒童權益的組織擔心，法庭就輕微罪行向少年犯判處過重刑罰，有可能帶來「反效果」，甚至增加他們重犯的機會。BBC （页面存档备份，存于）
- 前任工黨財相戴理德將於下周三發行回憶錄，消息指出，戴理德將在書中披露他與時任首相白高敦的惡劣關係，並訴說他與白高敦在處理2008年金融海嘯上出現的嚴重分歧。據了解，白高敦與戴理德結下深厚仇恨，戴理德在書中更以「粗暴和火山爆發」形容白高敦的人格。此外，他又形容英倫銀行行長金默文爵士在處理金融海嘯一事上「驚奇地頑固和令人惱怒」，表示任內內閣曾考慮不與他續約。回憶錄出版商對有關內容不予置評。BBC （页面存档备份，存于）

## 8月30日
- 全國房屋聯會表示，目前每年的新落成住宅數目嚴重供不應求，造成置業比率不斷下降的問題。聯會批評如果聯合政府不再增加住宅土地供應，長遠將造成一整代人置業困難和住宅租金上漲等「危機」。BBC （页面存档备份，存于）
- 昨日諾丁山嘉年華會舉行期間，一名20歲男子在倫敦西部被人用刀襲擊，腹部和手部受傷。警方事後拘捕一名16歲、三名20歲和一名21歲涉嫌行兇的男子協助調查。BBC （页面存档备份，存于）

## 8月29日
- 身在利比亞的黎波里的洛克比空難主犯邁格拉希最近因前列腺癌病情惡化，已陷入昏迷狀態。邁格拉希在2001年被蘇格蘭法院判處終身監禁，至2009年獲准假釋返回利比亞養病。當年有份支持邁格拉希假釋的蘇格蘭第一部長亞歷克斯·薩蒙德相信，邁格拉希將不久於人世，認為他應該得到安息，他強調當年流傳邁格拉希沒有身患惡疾的「荒謬」陰謀論，終於可以告一段落。BBC （页面存档备份，存于）
- 倫敦諾丁山嘉年華會踏入第二日兼最後一日，倫敦警務處派出多達6,500名警員維持秩序，防範類似較早時英格蘭騷亂的事件重演。主辦單位估計今年有超過100萬人參與嘉年華會，而警方到目前為止一共拘捕88名滋事份子。BBC （页面存档备份，存于）

## 8月25日
- 聯合政府正研究向私人投資者、慈善家、慈善團體和其他組織募集資金，成立「社會效應債券」，用以援助清貧家庭和其他受罪惡困擾的家庭。政府初步希望籌集4,000萬英鎊，並先在倫敦西敏、哈默史密斯和富咸、伯明翰及列斯特郡等地試行。BBC （页面存档备份，存于）
- 國防部派出旋風式轟炸機空襲利比亞領袖卡達菲位於家鄉蘇特的地下碉堡，國防大臣霍理林醫生表示目前無證據顯示卡達菲身在蘇特，行動的目的是要確保卡達菲政權無法退到蘇特重整旗鼓。BBC （页面存档备份，存于）

## 8月24日
- 政府最新數字顯示，移入英國的淨移民人數由2009年的198,000人增加百分之21至2010年的239,000人。雖然淨移入人口在近年仍然錄得升幅，但隨著聯合政府採取措施為非歐盟成員國設下移入限額，相信淨移入人口在未來會持續下降。BBC （页面存档备份，存于）
- 今年GCSE會考放榜，雖然整體合格率較去年微跌至百分之92.7，但考獲A*及A級成績的比率則進一步由去年的百分之22.6升至百分之23.2，考獲C級或以上成績的比率高達接近七成。BBC （页面存档备份，存于）

## 8月23日
- 副首相尼克·克萊格代理首相大衛·卡梅倫主持國家安全議會轄下的利比亞委員會會議，會後他表示卡達菲政權的敗亡「只是時間的問題」。BBC （页面存档备份，存于）
- BBC消息披露前《世界新聞報》總編輯安迪·庫爾森獲保守黨受僱出任傳訊總監期間，繼續收到由新聞集團發放的離職補償，金額相等於他在任《世界新聞報》總編輯兩年所能獲得的合約薪酬。此外，庫爾森還繼續享有由新聞集團提供的醫療福利和公司轎車。在野工黨要求保守黨交代，保守黨發言人則強調黨內高層並不知情，新聞集團拒絕評論事件。BBC （页面存档备份，存于）

## 8月22日
- 英揆大衛·卡梅倫在首相府外發表演說，他表示利比亞的卡達菲政權正在「瓦解和全速撤退」當中，並對英國參與推翻卡達菲政權感到「驕傲」。他強調，利比亞的未來和卡達菲的下場將由利比亞人民自行決定。目前，利比亞的反政府部隊已控制首都的黎波里的大部份地區，但戰鬥仍然持續。BBC （页面存档备份，存于）
- 國防大臣霍理林醫生宣佈，國防部已經與美國波音公司達成10億英鎊的合約，為皇家空軍購入14部奇諾克直昇機。皇家空軍未來將擁有60部奇諾克直昇機，數量將是歐洲各國之冠。BBC （页面存档备份，存于）

## 8月20日
- 英國全國大學的聯合招生結果已在周四公佈，大學及院校招生事務處（UCAS）表示目前為止，共有419,000名申請人獲院校取錄，全國院校目前仍有大約60,000個餘額。在聯招放榜當日，UCAS官方網站的點擊率高達每秒644次。BBC （页面存档备份，存于）
- 外交部發言人表示英國支持對敘利亞實施進一步制裁，以懲罰該國涉嫌濫殺反政府示威者。敘利亞的反政府份子指控保安部隊在周五殺害40名示威者，但敘利亞政府方面則強調已停止對平民採取軍事行動。BBC （页面存档备份，存于）

## 8月18日
- 有法律界人士關注部份法庭採取比平時更重的罰則去重罰不少參與英格蘭騷亂的暴徒，擔心會構成不公。他們要求課刑評議會緊急制定指引，協助法官和裁判官判刑。BBC （页面存档备份，存于）
- 伯明翰有20,000人出席集會，悼念三名較早前在英格蘭騷亂期間，因為保衛家園而被暴徒用車撞死的男子。BBC （页面存档备份，存于）

## 8月17日
- 政府最新數字顯示，英國2011年第二季失業人數較第一季增加38,000人至249萬人，同期失業率上升至百分之7.9。7月份申領失業援助的人數上升37,100人至156萬人，是2009年5月以來最大增幅。BBC （页面存档备份，存于）
- 在野工黨認為最新失業情況令人擔憂，警告聯合政府須採取緊急應對措施，工黨方面又要求政府確保24歲以下勞動人口充分就業。BBC （页面存档备份，存于）

## 8月16日
- 內政大臣文翠珊在一個場合向英格蘭及威爾斯各地的警隊首長致辭時，同意警方日後對付暴動時採取強硬手段，並會研究強化警方實施宵禁的權力。文翠珊表示，警方過去雖然常被輿論批評「過份強硬」，但就目前的情況而言，只要是「法理所容」，她會予以支持。BBC （页面存档备份，存于）
- 蜆殼石油表示位於北海的油田再發生漏油事故。蜆殼石油表示，上次漏油的海底輸油管破裂處被堵塞後，輸油管另一處出現新的漏油情況，現正進行搶修，但指漏出的原油正持續減少中。BBC （页面存档备份，存于）

## 8月15日
- 首相大衛·卡梅倫表示經過上星期的騷亂，重新凝聚「破碎社會」已成為聯合政府當前的首要任務。他表示政府會重新全盤審視現行的政策，採取措施跟進「問題家庭」、以及研究改善家長管教和教育的方針。不過，在野工黨黨魁文立彬批評卡梅倫提出的方法治標不治本。此外，警方至今一共拘捕2,772名涉嫌參與騷亂的人士，其中1,406人已被正式落案起訴。BBC （页面存档备份，存于）
- 蜆殼石油透露，旗下一條位於北海海域的海底輸油管在較早時發生漏油事故，該輸油管連接的鑽油台位於蘇格蘭阿伯丁對出海域約180公里。蜆殼石油估計漏出的原油約重216公噸，相當於1,300桶，而英政府能源及氣候變化部發言人則表示，今次是一宗顯著的漏油事故，但相信漏出的原油數量不多，應該會在大海中自然分解和稀釋。BBC （页面存档备份，存于）

## 8月9日
- 9日英国警方称，伦敦至少5个地点爆发新一轮暴力事件。很多社区都能看到暴徒肆意破坏商业街设施或闯进大楼。 伦敦警方指挥官琼斯(Christine Jones)证实，已有239人被捕，45人因攻击罪遭到起诉。
- 英国首相卡梅伦周一提前结束了在意大利的假期飞往国内。他将会召集国家危机处理小组(又称“眼镜蛇”小组)，讨论制定防止骚乱继续发生的策略。这场骚乱发生和蔓延速度之快让当局大为吃惊.。

## 8月8日
- 倫敦骚乱發生後兩日，內政大臣文翠珊結束休假返國處理局勢，而倫敦各地仍持續有零星暴力事件發生。警方表示，周六的大規模暴亂有超過100人被捕，35名警員受傷，副首相尼克·克萊格批評有群眾籍上周四有可疑人士被警方擊斃一事，上街表達不滿，同時借機生事搶掠。有暴動目擊者批評防暴警力不足，無法控制場面，使事件惡化。BBC （页面存档备份，存于）
- 正在外地休假的倫敦市長鮑里斯·約翰遜不會縮短假期返國，但他的發言人強調約翰遜一直就事件與他的團隊接觸。工黨籍上議院議員彭仕國勳爵批評約翰遜不縮短休假的決定令人「難以置信」。BBC （页面存档备份，存于）
- 从6日晚开始的伦敦骚乱进入第三天，8日下午和晚间不仅在伦敦诸多地区相继发生暴力事件，而且骚乱已经蔓延至英格兰中部城市伯明翰和西南部布里斯托尔市。同时，路透社称在利物浦也发生了骚乱者焚毁汽车事件。

## 8月7日
- 7日晚间，英国骚乱蔓延，数百人聚集在托特纳姆附近的恩菲尔德地区。他们向警察发起攻击，并抢劫了乐购超市、麦当劳快餐店。在南部的布雷克斯顿地区，大约有200多名青年和警方发生冲突，抢劫当地的超市和商店，并且还实施纵火。
- 包括托特纳姆在内的骚乱事件中，已经有超过200人被警方逮捕，大约26名警察在执勤中受伤。消防队称，主要火场与火点共计49处。警方已经在伦敦各处增派防暴警察和骑警，防止“第三晚”出现类似的骚乱事件。

## 8月6日
- 伦敦警察射杀一名非洲裔黑人男子引发游行示威，演化为6日晚的骚乱，警察局被烧，店铺被抢。

## 8月4日
29岁的杜根是英国伦敦托特纳姆区土生土长的当地人，与女友生育有4个孩子。8月4日晚，杜干乘坐一辆出租车在伦敦街头遭警方拦截，双方随后发生枪战，达根身中两弹,当街死亡。
| 依月份排列新聞動態 |
| \| - 2014年英國：1月 - 2月 - 3月 - 4月 - 5月 - 6月 - 7月 - 8月 - 9月 - 10月 - 11月 - 12月 - 2013年英國：1月 - 2月 - 3月 - 4月 - 5月 - 6月 - 7月 - 8月 - 9月 - 10月 - 11月 - 12月 - 2012年英國：1月 - 2月 - 3月 - 4月 - 5月 - 6月 - 7月 - 8月 - 9月 - 10月 - 11月 - 12月 - 2011年英國：1月 - 2月 - 3月 - 4月 - 5月 - 6月 - 7月 - 8月 - 9月 - 10月 - 11月 - 12月 - 2010年英國：1月 - 2月 - 3月 - 4月 - 5月 - 6月 - 7月 - 8月 - 9月 - 10月 - 11月 - 12月 - 2009年英國：1月 - 2月 - 3月 - 4月 - 5月 - 6月 - 7月 - 8月 - 9月 - 10月 - 11月 - 12月 - 2008年英國：1月 - 2月 - 3月 - 4月 - 5月 - 6月 - 7月 - 8月 - 9月 - 10月 - 11月 - 12月 檢閱 \| |
| - 2014年英國：1月 - 2月 - 3月 - 4月 - 5月 - 6月 - 7月 - 8月 - 9月 - 10月 - 11月 - 12月 - 2013年英國：1月 - 2月 - 3月 - 4月 - 5月 - 6月 - 7月 - 8月 - 9月 - 10月 - 11月 - 12月 - 2012年英國：1月 - 2月 - 3月 - 4月 - 5月 - 6月 - 7月 - 8月 - 9月 - 10月 - 11月 - 12月 - 2011年英國：1月 - 2月 - 3月 - 4月 - 5月 - 6月 - 7月 - 8月 - 9月 - 10月 - 11月 - 12月 - 2010年英國：1月 - 2月 - 3月 - 4月 - 5月 - 6月 - 7月 - 8月 - 9月 - 10月 - 11月 - 12月 - 2009年英國：1月 - 2月 - 3月 - 4月 - 5月 - 6月 - 7月 - 8月 - 9月 - 10月 - 11月 - 12月 - 2008年英國：1月 - 2月 - 3月 - 4月 - 5月 - 6月 - 7月 - 8月 - 9月 - 10月 - 11月 - 12月 檢閱       |